# Gemengesaat

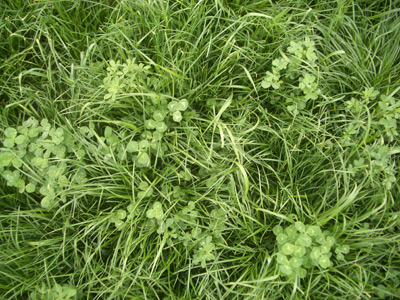
Gräsermischung für den Feldfutterbau

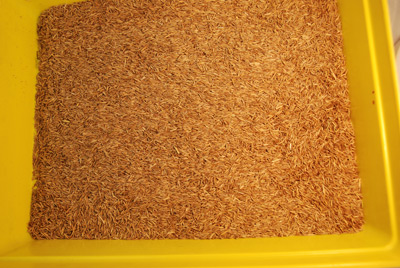
Die Samen einer Gräsermischung

Als Gemengesaat bezeichnet man in der Landwirtschaft und im Gartenbau Saatgut, das mehr als nur einen Typ Samen enthält. Oft werden Arten oder Varietäten gemischt. Sie können vom Landwirt oder vom Gärtner selbst hergestellt werden. Daneben gibt es handelsübliche Gemengesaaten. Die Anteile der Pflanzenarten werden in Prozent angegeben.

## Zweck
Gemengesaaten erfüllen in der Landwirtschaft verschiedene Zwecke. Zum einen stellen die verschiedenen Pflanzenarten unterschiedliche Ansprüche an Bodenbeschaffenheit und Nährstoffe und können sich gegenseitig ergänzen. Sie eignen sich als Zwischenfrüchte. Sie können auch zur ausbalancierten Ernte verwendet werden, zum Beispiel wenn Futter für die Tierhaltung benötigt wird. Dann wird das Saatgut so zusammengestellt, dass die geernteten Erträge der gewünschten Zusammensetzung (Proteine, Kohlenhydrate) entsprechen.
Im Gartenbau werden Gemengesaaten zur flächendeckenden Bestellung von Blumenfeldern verwendet.
Beim Anbau ist darauf zu achten, dass bestimmte Witterungs- und Bodeneinflüsse die beteiligten Früchte unterschiedlich treffen. Durch Bodenfröste oder niederschlagsreiche Tage können Früchte selektiv ausfallen. Bei der Ernte muss oft ein genauer Zeitpunkt eingehalten werden, da die Pflanzen zu unterschiedlichen Zeiten ihre Optima erreichen. Gemengesaaten sind deshalb oft nicht für eine länger andauernde Aberntung geeignet. Im Gartenbau können sie jedoch für eine wechselnde Erscheinung der Felder sorgen, wenn sich die Blühperioden aneinander anschließen. Sie sind dann oft die einzige Möglichkeit, das Erscheinungsbild der Felder ohne Neubestellung zu ändern.

## Vorteile
- Durch den gemeinsamen Anbau von lagergefährdeten Getreidearten wie Roggen und Hafer zusammen mit standfesten Arten wie Gerste und Weizen kann Lagergefahr gemindert werden.
- Anbau von Leguminosen (Stickstoffsammler, Knöllchenbakterien) zusammen mit Früchten, die Stickstoff benötigen. Dies wird vor allem im Ökolandbau durchgeführt, da dort der Einsatz von Kunstdünger nicht erlaubt ist.
- Mehrerträge dadurch, das die Arten unterschiedliche Ressourcen (Licht, Wasser) beziehungsweise diese Ressourcen zu unterschiedlichen Zeiten nutzen.
- Eine Pflanze mit einer schnellen Frühentwicklung kann das Unkraut für Pflanzen mit einer späten Entwicklung unterdrücken (Kartoffel und Sonnenblume).
- Bessere Ertragsstabilität, da die eine Frucht den schwachen Ertrag der Anderen ausgleichen kann. Dies ist zum Beispiel dann der Fall, wenn eine Ressource zu wenig ist und die zweite Art besser damit umgehen kann.
- In manchen Kombinationen (zum Beispiel Karotte und Zwiebel) wehrt eine Art den Schädling der anderen ab.
- Nährstoffverluste können vermieden werden, da die Wurzeln der Pflanzen Nährstoffe und Boden (Erosion) festhalten.

## Nachteile
- Die Ernte ist nicht sortenrein. Dadurch ist die Vermarktung schwieriger, da die Mischverhältnisse schwierig zu bestimmen sind und im Handel vor allem sortenreine Produkte (Weizenmehl, Haferflocken) angeboten werden
- Es ist schwierig den Erntezeitpunkt festzulegen, da die Früchte nicht immer gleichzeitig erntereif sind.

## Herstellung
Gemengesaaten werden heute durch Mischung von Reinsaaten hergestellt. Die Herstellung aus angebauten Gemengesaaten ist nur möglich, sofern die Pflanzenarten zur selben Zeit reif werden und auf dieselbe Weise geerntet werden können, was bei einigen Gräsern möglich ist. In aller Regel wird das Saatgut vor jeder Bestellung erneut gemischt, was auch den Besatz verringert. Eine nacheinander abfolgende Aussaat und Ernte, wie sie früher üblich war, ist heute nicht mehr gebräuchlich, weil sich die Prozentanteile der Samen durch unterschiedliche Wuchs- und Reifezeiten verändern. Eine nachträgliche Beimischung von Reinsaaten führt nicht zu gleichbleibender Qualität, was aber im ökologischen Anbau von Weideflächen auch erwünscht sein kann.
Die Qualität von Gemengesaatgut ist schwerer zu beurteilen als bei Reinsaatgut. Für ein sicheres Urteil sind Keimversuche und Probesaaten unerlässlich.

## Handelsübliche Gemengesaaten
- Landsberger Gemenge für den Grünfutterbereich